# Senyor de les Illes

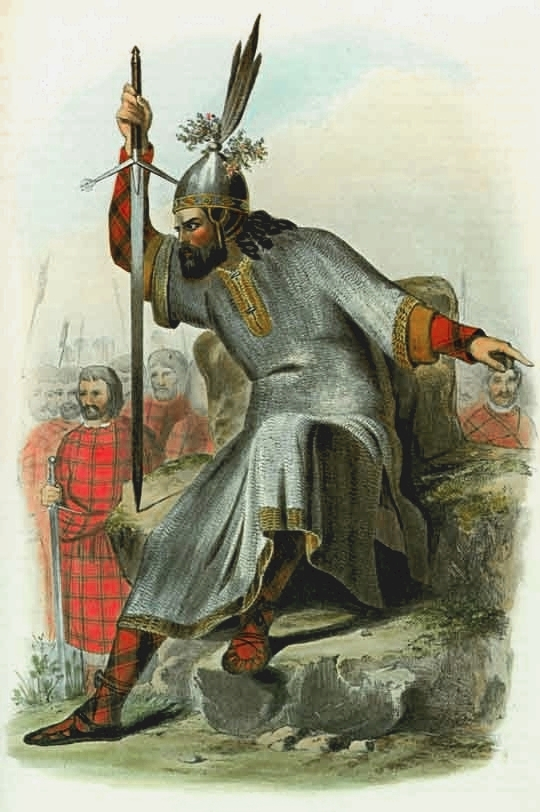
MacDonald, Senyor de les Illes – Impressió d’una il·lustració d'època victoriana

El Senyor de les Illes (en gaèlic escocès, Triath nan Èileann o Rìgh Innse Gall) és actualment un títol nobiliari escocès amb arrels històriques que s’endinsen més enllà del Regne d’Escòcia. Va sorgir d’un seguit de governants vikings i gaèlics de la costa oest i les illes d'Escòcia durant l'edat mitjana, que brandava el seu poder sobre el mar amb flotes de galeres. Encara que de vegades eren vassalls nominals del Rei de Noruega, del Gran Rei d'Irlanda o del Rei d’Escòcia, els cabdills de les Illes es van mantenir funcionalment independents durant molts segles. Els seus territoris incloïen les Illes Hèbrides, Skye i Ross (des de 1438), Knoydart, Ardnamurchan i la península de Kintyre. En el seu moment de màxima esplendor eren els grans propietaris i els senyors més poderosos de la Gran Bretanya i les seves illes, excepte Irlanda, després dels reis d’Anglaterra i Escòcia.
La fi del senyoriu es va produir el 1493 quan Joan II MacDonald (o Joan d’Islay, Earl de Ross) va perdre els seus títols i van ser traspassats a Jaume IV d’Escòcia. A partir d’aquell moment, el fill gran del monarca regnant escocès (i posteriorment, britànic) rep el títol de Senyor de les Illes, encara que el títol per si mateix es va extingir al segle xv. Actualment, Carles, Príncep de Gal·les, és anomenat Senyor de les Illes, com a títol escocès subsidiari al de duc de Rothesay. L’única illa que encara resta en posició directa per als descendents dels Senyors de les Illes és la petita illa de Cara, prop de Kintyre, que és propietat dels MacDonalds de Largie, una petita reminiscència del que va ser una gran herència familiar.

## Context històric
La costa oest i les illes de l’actual Escòcia eren habitades per un poble o pobles d’ascendència cultural desconeguda fins al segle v, territoris que van ser envaïts pels gaèlics provinents d'Irlanda a partir del segle iv, o potser abans, la llengua dels quals va predominar eventualment. Als segles vii i viii, aquesta zona, com d'altres, va patir els atacs i les invasions de les hosts vikingues provinents de Noruega, i les illes van començar a conèixer-se pels gaèlics com Innse-Gall, les “Illes dels Estrangers”. Cap al 875, jarls (“comtes”; en anglès, earls) o prínceps noruecs van arribar a aquestes illes per evitar la pèrdua de la seva independència en el procés d’unificació de Noruega per part del rei Harald I, però el rei els va perseguir i va conquerir les Illes Hèbrides i l'Illa de Man, a més de les illes Shetland i les Òrcades. L’any següent, els pobles d’aquestes illes, tant gaèlics com nòrdics, es van rebel·lar. Harald I va enviar el seu cosí Ketil per recuperar el control, però ell mateix es va declarar Rei de les Illes. Escòcia i Noruega seguirien en disputa pel domini senyorial de l’àrea, amb els jarls de les Òrcades vistos de vegades com a governants independents.
El 973, Maccus Mac Arailt, Rei de les Illes, Kenneth III, Rei dels Escocesos, i Máel Coluim I de Strathclyde van pactar una aliança defensiva, però els escandinaus van derrotar Gilledomman de les Illes i el van expulsar d’Irlanda. El noble nòrdic Godred Crovan es va convertir en el governador de Man i les Illes, però va ser deposat el 1095 pel nou Rei de Noruega, Magnus III de Noruega, el Descalç. El 1098, el rei va signar un tractat amb el rei Edgard d’Escòcia, pretès de ser una demarcació de les seves àrees d’autoritat respectives. Es va confirmar Magnus com a controlador de les Illes, i Edgard a la terra ferma. Lavery cita un conte de la saga Orkneyinga, segons el qual el rei Malcolm III d’Escòcia va oferir a l’Earl Magnus de les Òrcades totes les illes navegables de la costa oest.

## Establiment de les dinasties
Somerled, el net de Gilledomman, va conquerir les Illes del Rei de Man el 1156 i va fundar la dinastia que, amb el temps, es convertiria en el Senyor de les Illes. Tenia sang celta per part de pare i sang nòrdica per part de mare, raó per la qual els seus contemporanis el coneixien com a Somerled MacGilbred, Somhairle o, en nòrdic antic, Sumarlidi Höld (“Somerled” significa “rodamón d’estius”, el nom donat als vikings). Va prendre el títol Rí Innse Gall "Rei de les Hèbrides", així com Rei de Man.
Després de la mort de Somerled, el 1164, tres dels seus fills van dividir el seu regne entre ells:
- Angus (ancestre dels MacRuari o MacRory)
- Dughall (ancestre del clan MacDougall)
- Ragnald, el fill del qual, Donald Mòr MacRanald, donaria el seu nom al clan Donald, que lluitaria pel territori amb els MacDougalls.

El rei Haakon IV de Noruega, que va regnar entre 1217 i 1263, va confirmar el fill de Donald, Angus Mòr "el vell" Mac Donald (el primer MacDonald; en gaèlic escocès, Mac Dòmhnall), Senyor d'Islay, i els dos van participar junts a la batalla de Largs (1263). Quan va acabar, amb victòria contundent d’Escòcia, Angus Mòr va acceptar Alexandre III d’Escòcia com a rei i va mantenir les seves possessions. Així mateix, les Illes van ser cedides a Escòcia a través del Tractat de Perth, de 1266.
A partir d’aleshores, va començar el procés d’integració de les illes semi-independents al Regne d’Escòcia. El 1284, Angus Mòr MacDonald, Alexander MacDougall i Alan MacRuari, caps de les tres branques de la família descendent de Somerled, van participar en un consell convocat per Alexandre III d’Escòcia a Scone per tal de decidir la successió al tron. Reconeguts com a barons del Regne d’Escòcia, van reconèixer, com els altres nobles, Margarida, la filla petita d’Alexandre, com a hereva del regne. Els tres cabdills gaèlics van reconèixer de facto el sistema feudal en el seu estat pur: que una noia hauria de regnar una societat guerrera perquè era filla única. Això va confirmar que els dies de l’antic regne marítim arribaven a la fi, i que els successors immediats d’Angus Mòr MacDonald, els seus fills Alexandre I MacDonald i Angus Òg MacDonald, no tindrien títols més prestigiosos que el d’Islay.
Dos anys més tard, el 1286, va morir Alexandre III d’Escòcia, i la seva descendent al tron, la filla Margarida I d’Escòcia, no va viure mai al seu propi regne, ja que va ser casada el 1281 amb Èric II de Noruega, fill de Magnus VI de Noruega, després de signar el Tractat de Perth. Sense successor consensuat, Escòcia travessava una crisi constitucional i política molt important, i una de les seves conseqüències va ser un gran afebliment de l’autoritat i de la majestat de l'estat escocès. D’aquesta manera, a mitjan segle xiv, els senyors gaèlics del clan Donald van recobrar gran part de la seva antiga independència en tenir el títol de Senyor de les Illes, tot i haver perdut el títol de “Rei de les Hèbrides”.

### El Consell de les Illes

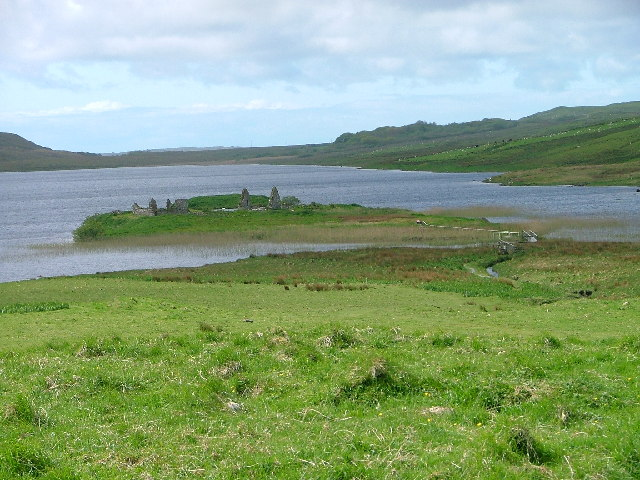
Les ruïnes del castell de Finlaggan, a Èilean Mòr, Loch Finlaggan, a l’illa d'Islay, on es trobava el Consell de les Illes.

El Senyor de les Illes sempre es rodejava d'un Consell. Dean Monro, de les Illes, que va escriure una descripció de les Illes Hèbrides el 1549, va descriure els membres pertanyents a quatre rangs:
- Quatre “grans homes de sang reial de descendència directa del clan Donald” (Macdonald de Clanranald, Macdonald de Dunnyvaig, MacIain d’Ardnamurchan i Macdonald de Keppoch)
- Quatre “grans dels grans nobles, anomenats senyors” (Maclean de Duart, Maclaine de Lochbuie, Macleod de Dunvegan i Macleod de the Lewes)
- Quatre “senyors de menys vida i propietat” (Mackinnon de Strath, MacNeil de Barra, MacNeill de Gigha i Macquarrie d’Ulva)
- “Propietaris o homes que tinguin terres” (Mackay dels Rhinns, MacNicol de Scorrybreac, MacEacharn de Kilellan, Mackay d’Ugadale, Macgillivray de Mull i Macmillan de Knapdale)[1]

### Llista dels Senyors de les Illes sota sobirania escocesa
- 1266-1296: Angus Mór MacDonald d'Islay
- 1296-1299: Alexandre I Òg MacDonald d'Islay
- 1299-1330: Angus Òg MacDonald de Kintyre i d'Islay
- 1330-1387: Joan I MacDonald, 1r Senyor de les Illes reconegut per Escòcia el 1336
- 1387-1423: Donald MacDonald 2n Senyor de les Illes
- 1423-1449: Alexandre II MacDonald 3r Senyor de les Illes
- 1449-1493: Joan II MacDonald 4t Senyor de les Illes

- 1480-1490: Angus II MacDonald, “Senyor de les Illes” autoproclamat

- 1545-1545 : Donald Dubh MacDonald, pretendent.

## Dominus Insularum, Senyor de les Illes
Angus Òg (Angus el Jove), el fill jove (o net) d’Angus Mòr (Angus el Gran), va ajudar a Robert the Bruce a la batalla de Bannockburn de 1314 i, com a recompensa, va mantenir el control de les Illes i va guanyar la majoria del territori confiscat als MacDougalls per apostar pel bàndol perdedor. El fill d’Angus Òg, el Bo Joan d’Islay, va assumir formalment i per primer cop el títol de Dominus Insularum, “Senyor de les Illes, el 1336.
En els seus dominis marítims, els Senyors de les Illes utilitzaven galeres tant per a la guerra com per al transport. Aquests vaixells s’havien desenvolupat a partir dels drakkars i dels knarrs vikings, construïts a base de cascs de planxes sobreposades amb veles quadrades i fileres de rems. A partir del segle xiv van passar d’utilitzar rems de direcció per emprar un timó a la zona de popa. Aquests vaixells s’utilitzaven en batalles marítimes i atacaven castells o forts construïts a prop del mar. El Senyoriu especificava les quotes feudals per mitjà del nombre i de les mides de galeres que tenia cada zona per tal de servir al seu Senyor.

## Decadència i caiguda

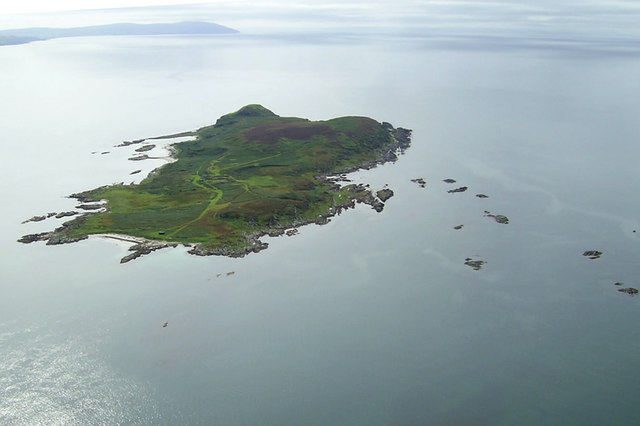
L'illa de Cara, des de l'aire

Alexandre d'Islay, Earl de Ross, va morir el 1449, i el va succeir el seu fill, Joan d’Islay, incompetent políticament. El 1462, sense precaució, va signar un tractat amb Eduard IV d'Anglaterra, en el qual acceptava la sobirania del rei d'Anglaterra a canvi de l'ajuda per la conquesta de tota la part d'Escòcia situada al nord del Forth. La guerra civil a Anglaterra, famosament coneguda com les Guerres de les Roses, van impedir l'activació d'aquesta aliança i, en descobrir-se la seva traïció el 1493, Joan MacDonald II va perdre les seves propietats i els seus títols en benefici de Jaume IV d'Escòcia. A partir d'aleshores, el fill gran del monarca escocès i, posteriorment, britànic, ha rebut el títol de “Senyor de les Illes”. La titularitat va desaparèixer al segle xv, i el títol no té cap altre significat que el recordatori de la destrucció de l'antic senyoriu nòrdic-gaèlics i, per tant, l'autodestrucció dels MacDonalds. Actualment, Guillem, Príncep de Gal·les, té el títol de Senyor de les Illes, conjuntament amb els títols de Duc de Rothesay, Conte de Carrick i Baró Renfrew. Només la petita illa de Cara, prop de Kintyre, que és propietat dels MacDonalds de Largie, és l'única possessió que encara mantenen els descendents directes dels Senyors de les Illes.